# Ministerstvo obrany Ukrajiny
Ministerstvo obrany Ukrajiny (ukrajinsky Міністерство оборони України, anglicky Ministry of Defence of Ukraine) je ministerstvo ukrajinské vlády, které dohlíží na národní obranu a Ozbrojené síly Ukrajiny. V čele ministerstva stojí ministr obrany, od 17. července 2025 je jím Denys Šmyhal. Vrchním velitelem ukrajinských ozbrojených sil je prezident Ukrajiny.
Ministerstvo bylo založeno 24. září 1991, měsíc po vyhlášení ukrajinské nezávislosti. Bylo pověřeno celkovou reorganizací původně sovětských vojenských sil nacházejících se na území pod ukrajinskou jurisdikcí. V roce 1994 se Ukrajina dobrovolně vzdala všech svých jaderných zbraní a ministerstvo vynaložilo značné finanční prostředky na likvidaci jaderných zbraní, vojenských základen a také dalšího vybavení, aby splnilo podmínky Smlouvy o konvenčních ozbrojených silách v Evropě.
V roce 2022 bylo plánováno poskytnutí 5 % ukrajinského HDP pro potřeby ministerstva obrany. V červenci 2022, uprostřed ruské invaze na Ukrajinu, ministerstvo obrany Ukrajiny uvedlo, že vydává ekvivalent původně plánovaného ročního rozpočtu ministerstva za každý měsíc války s Ruskem.